# Cofradía del Refugio (Murcia)
La Cofradía del Santísimo Cristo del Refugio es una cofradía de culto católico de la Semana Santa de Murcia (Región de Murcia, España) que desfila todos los Jueves Santo, siendo la decana dentro del estilo de Silencio de la ciudad, pues fue fundada en 1942. Popularmente se la conoce como la Procesión del Silencio. 

## Historia
Conocida popularmente como la procesión del silencio, es la primera y más antigua cofradía del estilo del mismo nombre al ser fundada el 15 de noviembre de 1942, inspirándose en la procesión del silencio de la cofradía del Cristo de la Agonía de Cieza. Estamos por tanto ante la introductora de un nuevo concepto de procesión en la ciudad de Murcia, del que bebieron (con modificaciones) el resto de cofradías que hoy lo siguen, como el Rescate, Salud, Yacente o la Fe
La iniciativa para su fundación partió de un grupo de feligreses de la parroquia de San Lorenzo, animados por el obispo de Cartagena Miguel de los Santos Díaz y Gómara, asignando el nombre de Refugio a la imagen en alusión a la función que el templo había desempeñado durante la Guerra Civil.
La procesión del Silencio salió durante su primera etapa (1943-1958) a las doce de la noche de la madrugada del Viernes Santo, hasta que en 1958 el horario se adelantó a las diez de la noche del Jueves Santo, cambiando también su itinerario al actual.
El voto de silencio dentro de la institución es tal que en el mismo momento en el que los nazarenos se colocan el escapulario y el capuz, en su domicilio, tienen que mantener dicho voto hasta que una vez terminada la procesión, regresan a sus casas y se lo retiran. La procesión no cuenta con acompañamiento musical alguno, si exceptuamos los tambores que abren y cierran el cortejo. La misma cofradía mantiene entre todos sus miembros una contraseña en alto secreto, solo los conocedores de dicha contraseña podrán acceder a la Iglesia y tomar parte en la procesión.
Una curiosidad única en la Semana Santa de Murcia es la presencia entre las filas de nazarenos-penitentes de artísticos faroles pintados que representan las distintas estaciones del vía crucis. 
El año 2012 fue el primero en el que pudieron desfilar mujeres con la túnica de nazareno de la cofradía.

## Pasos y hermandades

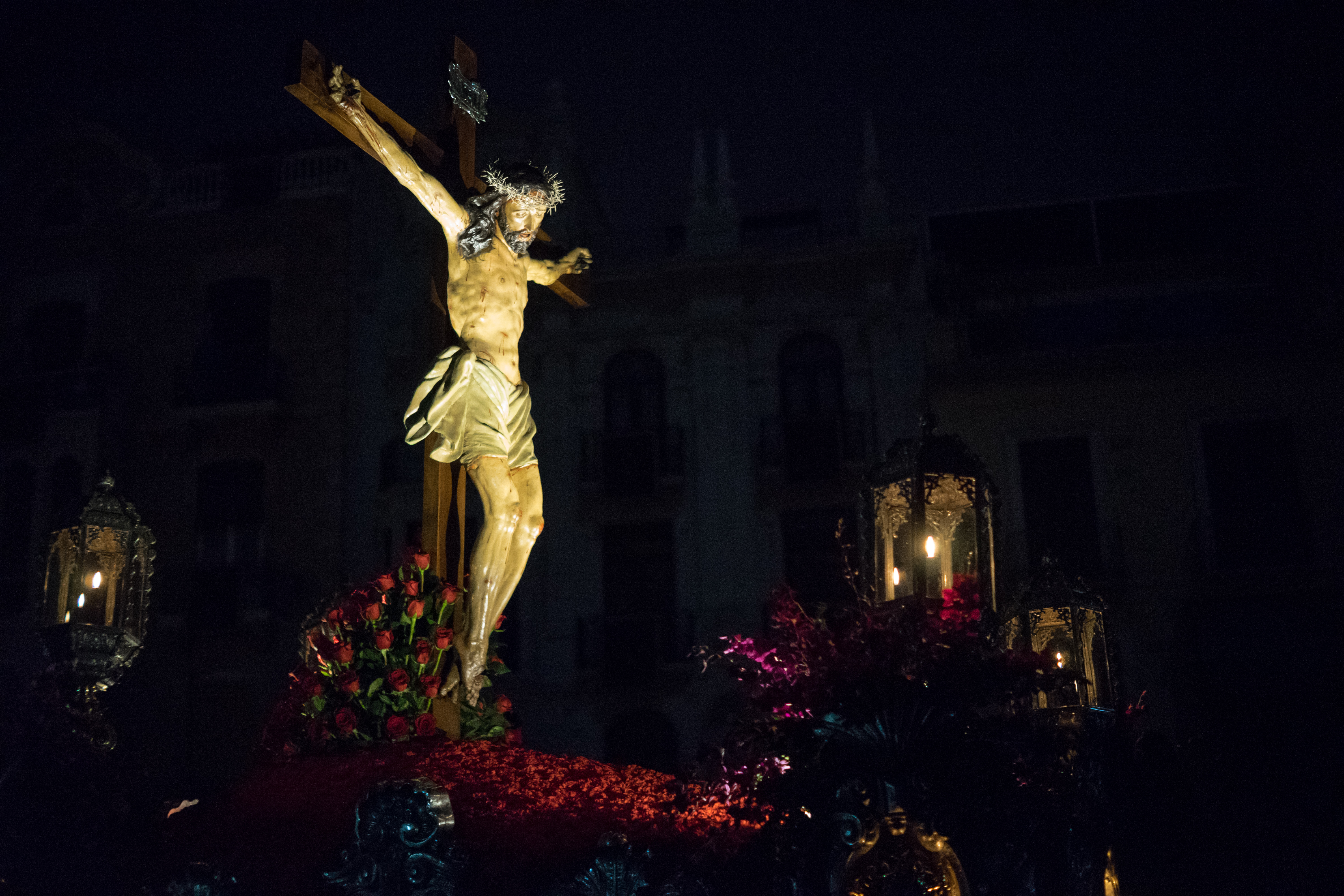
Imagen del paso del Santísimo Cristo del Refugio por la plaza Belluga

La cofradía del Refugio cuenta con solo un paso y hermandad, algo único en la Semana Santa de Murcia (junto a la procesión de la Virgen del Rosario en sus Misterios Dolorosos del Sábado Santo):
- Santísimo Cristo del Refugio. Anónimo, siglo XVI. Algunos expertos lo han atribuido al escultor y arquitecto renacentista Jerónimo Quijano,[2] otros también a Jacobo Florentino, por lo que estaríamos ante una imagen muy anterior a la datación tradicional que se venía haciendo, en el siglo XVII.

El trono del Cristo del Refugio es obra del orfebre valeciano Vicente Segura Valls, estrenado en 1945 y realizado en latón repujado y bañado en plata, con los escudos fundidos en bronce de la cofradía, la parroquia de San Lorenzo, la ciudad de Murcia y el obispo Díaz y Gómara. Las cuatro esquinas con forma achaflanada contienen escudos fundidos en bronce con escenas de la pasión.
Segura también es el autor de la Cruz Guía del cortejo y de los 14 faroles con las estaciones del Vía Crucis que desfilan en la procesión del Jueves Santo. 
Los estantes del paso (aunque en este caso serían anderos al descansar sobre patas), reciben los avisos a toque de una campana que pertenecía a la Cofradía de Jesús el Rico de Málaga. Fue el primer paso de Murcia que utilizó una campana.

## Itinerario
Plaza Cristo del Refugio, Alejandro Séiquer, Merced, plaza de Santo Domingo, Trapería, plaza Hernández Amores, Nicolás Salzillo, plaza del Cardenal Belluga, Apóstoles, plaza de los Apóstoles, Isidoro de la Cierva, plaza Cetina, Alejandro Séiquer, plaza Cristo del Refugio.
Durante su procesión en la noche de Jueves Santo las calles permanecen en la más completa oscuridad y el respetable guarda un silencio solamente roto por los diversos grupos corales que se disponen a lo largo de la carrera creando un ambiente especial y emotivo al entonar motetes y cantos pasionales, destacando los Auroros, el Orfeón Murciano Fernández Caballero o un grupo de Cantos de Pasión de Orihuela. 
Destaca el momento de su recogida en San Lorenzo, cuando los nazarenos-penitentes aguardan en la puerta de la iglesia y en la calle Alejandro Seiquer, rodilla en tierra, la llegada del sagrado titular.

## Vestimenta
Túnica de raso negro, con capuz de color morado en la parte delantera. Llevan el escudo de la cofradía en forma de escapulario metálico. Cíngulo y guantes morados. Calzan sandalias.
Todos las nazarenos de la procesión, ya sean penitentes, portapasos o anderos (no son estantes porque el trono se apoya en patas) y mayordomos, visten exactamente la misma túnica. Todos cuentan con la cara tapada y no se entrega ningún obsequio durante el cortejo.